# Guerre russo-turque de 1787-1792
Pour les articles homonymes, voir Guerre russo-turque.
 (août 2017).
Si vous disposez d'ouvrages ou d'articles de référence ou si vous connaissez des sites web de qualité traitant du thème abordé ici, merci de compléter l'article en donnant les références utiles à sa vérifiabilité et en les liant à la section « Notes et références ».
Guerres russo-turques
Batailles
- Kinburn
- Otchakov
- Île des Serpents (Fidonisi)
- Focșani
- Râmnic
- Kertch
- Tendra
- Izmaïl
- Măcin
- Kaliakra

La septième guerre russo-turque se déroule de 1787 à 1792 et oppose l'Empire russe et l'Autriche à l'Empire ottoman. En effet, les Ottomans montrent leur inquiétude face à l'expansion russe vers le sud, sur les territoires qui sont aujourd’hui l'Ukraine, notamment la Crimée.

## Les causes du conflit
Sous l'influence de son ancien favori, Grigori Potemkine, l'impératrice Catherine II envisage une extension de son empire vers le sud. Elle désire expulser les Turcs d'Europe afin de reconstruire l'Empire byzantin et de le donner à son petit-fils Constantin. Cet empire, qui aurait pour capitale Constantinople, est destiné à englober la Grèce, la Thrace, la Macédoine et la Bulgarie, tandis que les principautés danubiennes formeraient un « royaume de Dacie », promis à Potemkine. Le reste des Balkans, c'est-à-dire la Bosnie, la Serbie et l'Albanie, serait donné en compensation à l'Autriche. Venise obtiendrait la Morée, la Crète et Chypre.
En Crimée, l'impératrice avait mis sur le trône le khan Chahin Giray. Les Russes sont contraints d'intervenir plusieurs fois pour mater des révoltes et maintenir le pouvoir nominal du khan. La dernière intervention entraîne l'occupation du pays en 1782. La Crimée est officiellement annexée le 19 avril 1783, permettant à l'Empire russe de disposer d'une base maritime en mer Noire. De plus, la Géorgie est placée sous protectorat russe et une flotte est créée en mer Noire, autant de sources d'inquiétudes aux yeux des Turcs ottomans. En juillet 1787, le sultan Abdülhamid Ier fait remettre un ultimatum à Boulgakov, qui représente la Russie à Constantinople, exigeant l'évacuation immédiate de la Crimée. Sur son refus il est arrêté et enfermé à la forteresse de Yedikule. Quelques jours plus tard, les Turcs attaquent deux vaisseaux russes et provoquent en retour une déclaration de guerre. Septembre 1787 voit les premiers combats entre la flotte russe et la flotte ottomane. Depuis leur base de Otchakiv les Ottomans tentent de prendre Kinbourn sans y réussir mais les pertes russes sont importantes. À l'approche de l'hiver les opérations maritimes se figent pour démarrer sur d'autres fronts. L'Autriche attend le 9 février 1788 pour se joindre à la Russie.

## Les offensives austro-russes
Joseph II, commandant des troupes autrichiennes, se révèle un piètre stratège. Les Turcs ravagent le territoire des Habsbourg, amenant l'empereur à négocier. De leur côté, les Russes commandés par Potemkine prennent Otchakov en décembre 1788. Le nouveau sultan Sélim III refuse la négociation, mais les Autrichiens se ressaisissent. En 1789, les troupes du maréchal Ernst Gideon von Laudon prennent Belgrade. De son côté, le prince de Saxe-Cobourg conquiert Bucarest, tandis que les Russes avancent en Valachie et, avec l'appui d'un important corps autrichien, remportent des victoires sur les Turcs à Focșani et à Mărtinești.

## Le retrait autrichien
L'empereur Joseph II meurt le 20 février 1790. Son successeur Léopold II, afin de lutter contre la propagation des idées révolutionnaires — qui se répandent dans les Pays-Bas et la Hongrie — change radicalement de politique extérieure. Il amorce un rapprochement avec la Prusse mais cette dernière est alliée de l'Empire ottoman si bien que l'Autriche doit abandonner son allié russe et renoncer à tout agrandissement territorial. Le 4 août 1791 est signé le traité de Sistova entre l'Empire ottoman et l'Autriche par lequel cette dernière abandonne ses conquêtes, à quelques maigres exceptions près, soit la ville d'Orșova dans le Banat, et deux forteresses en Croatie.

## L'intervention de la Grande-Bretagne

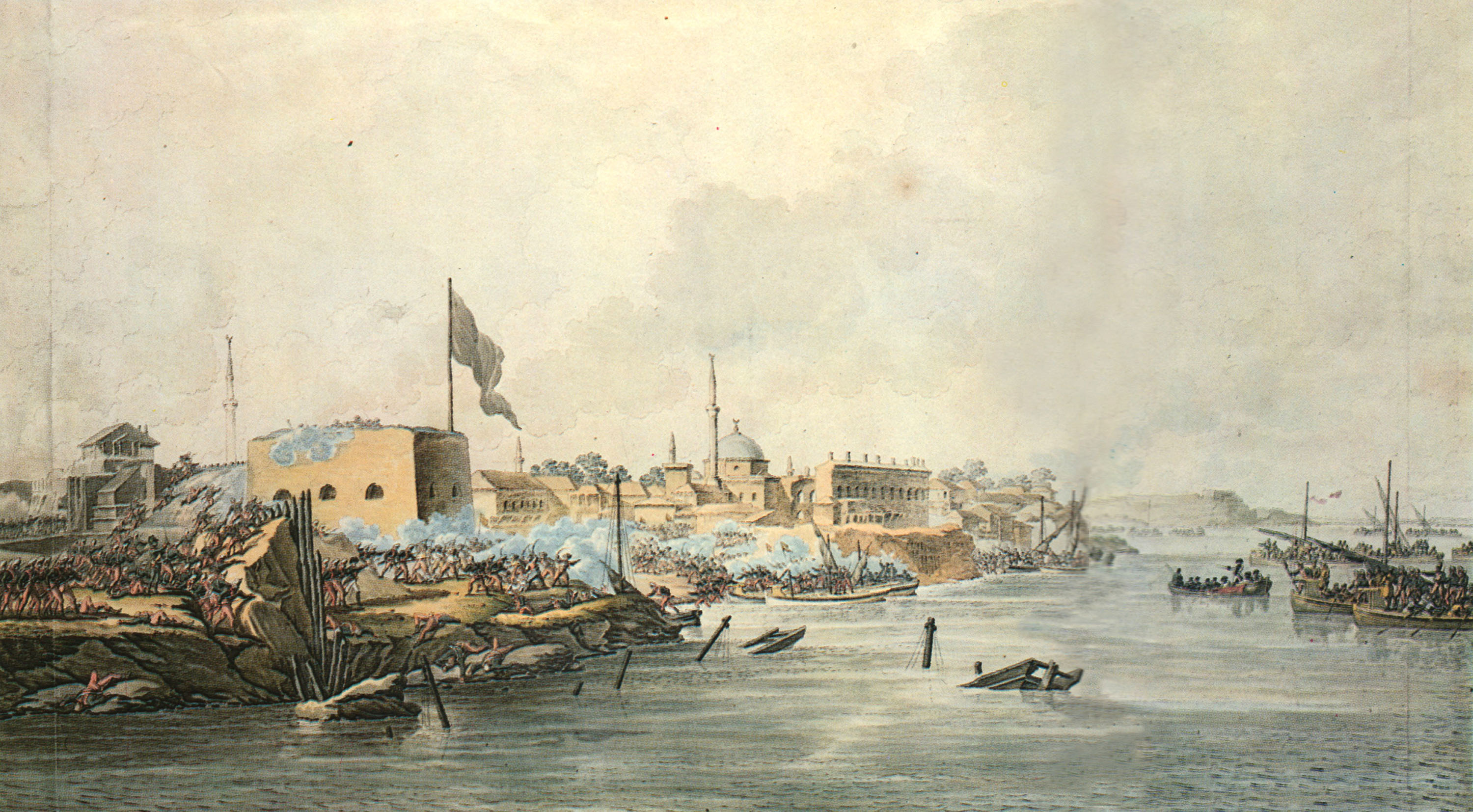
Prise d'Izmaïl, décembre 1790.

Malgré la défection de son allié autrichien, la Russie poursuit son avantage sur l'Empire ottoman. La flotte russe remporte une victoire sur la flotte ottomane à Khadjibey en septembre 1790 et le 11 décembre, Souvorov prend la forteresse d'Izmaïl dans le sud de la Bessarabie. La nouvelle puissance russe inquiète la Grande-Bretagne, d'autant plus qu'elle pourrait devenir la nouvelle source de matières premières de la France à la suite d'un accord commercial passé avec cette dernière. William Pitt envoie donc un ultimatum à la Russie interdisant l'extension au-delà du Dniepr et l'annexion d'Otchakov. La flotte britannique devait attaquer en Baltique alors qu'une armée prussienne doit attaquer en Livonie, mais William Pitt n'est pas soutenu dans son pays si bien qu'il doit renoncer à soutenir La Porte.

## Le traité d'Iași
Un armistice est conclu entre les deux belligérants en août 1791. Le 9 janvier 1792 est signée le traité d'Iași (en actuelle Roumanie) entre l'Empire russe et l'Empire ottoman, par lequel la Russie obtient la forteresse d'Otchakov et le Yedisan. L’Empire ottoman reconnaît en outre l'annexion russe de la Crimée tandis que la Russie évacue les principautés danubiennes.